# Myrmecina curtisi
Myrmecina curtisi är en myrart som beskrevs av Horace Donisthorpe 1949. Myrmecina curtisi ingår i släktet Myrmecina och familjen myror. Inga underarter finns listade i Catalogue of Life.

## Bildgalleri

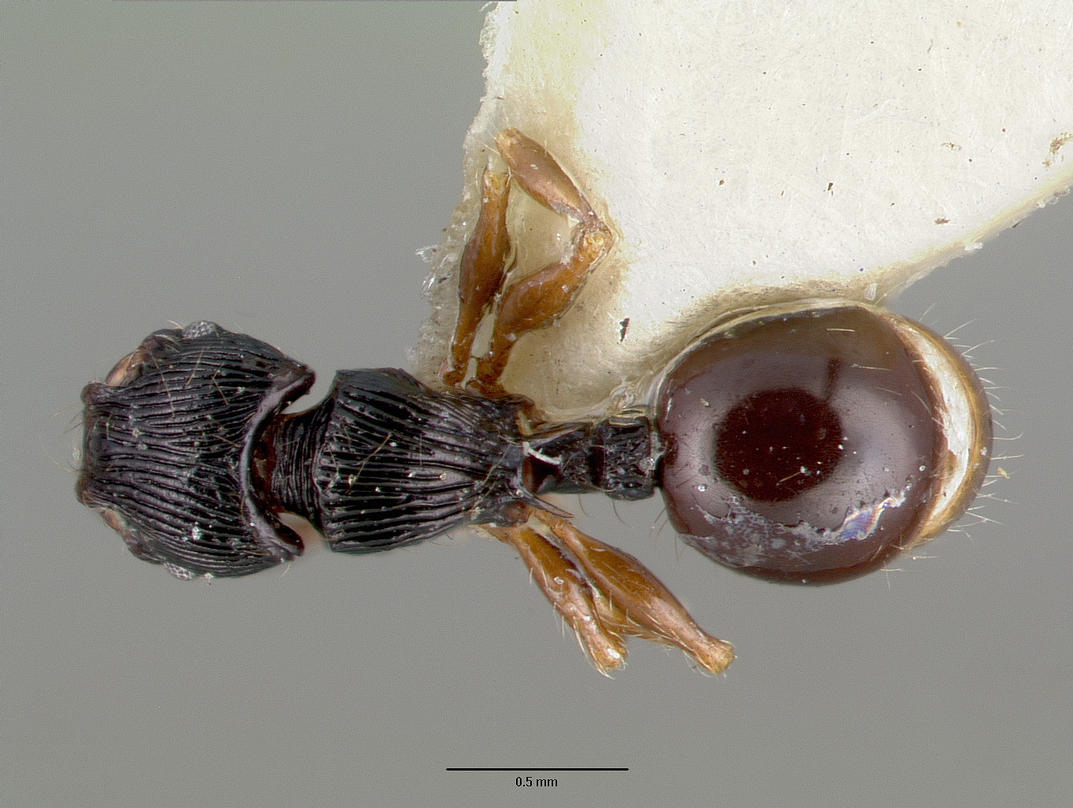
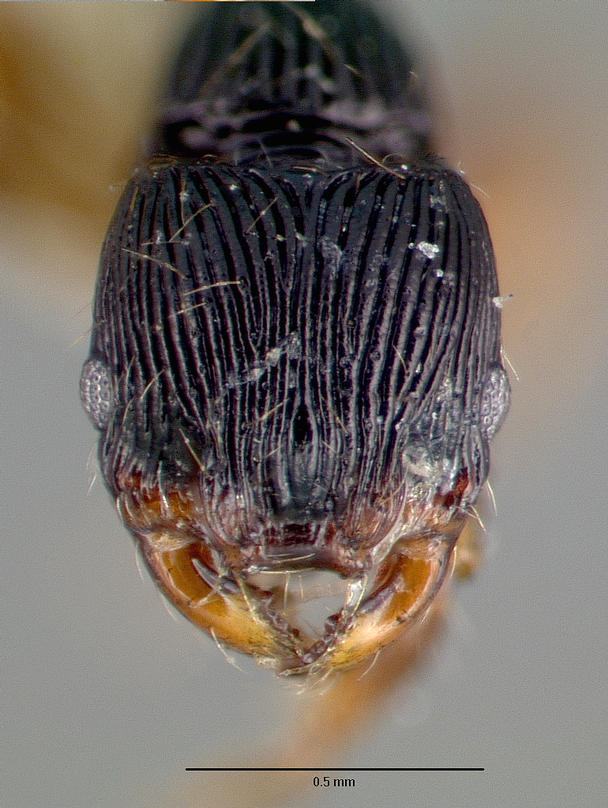
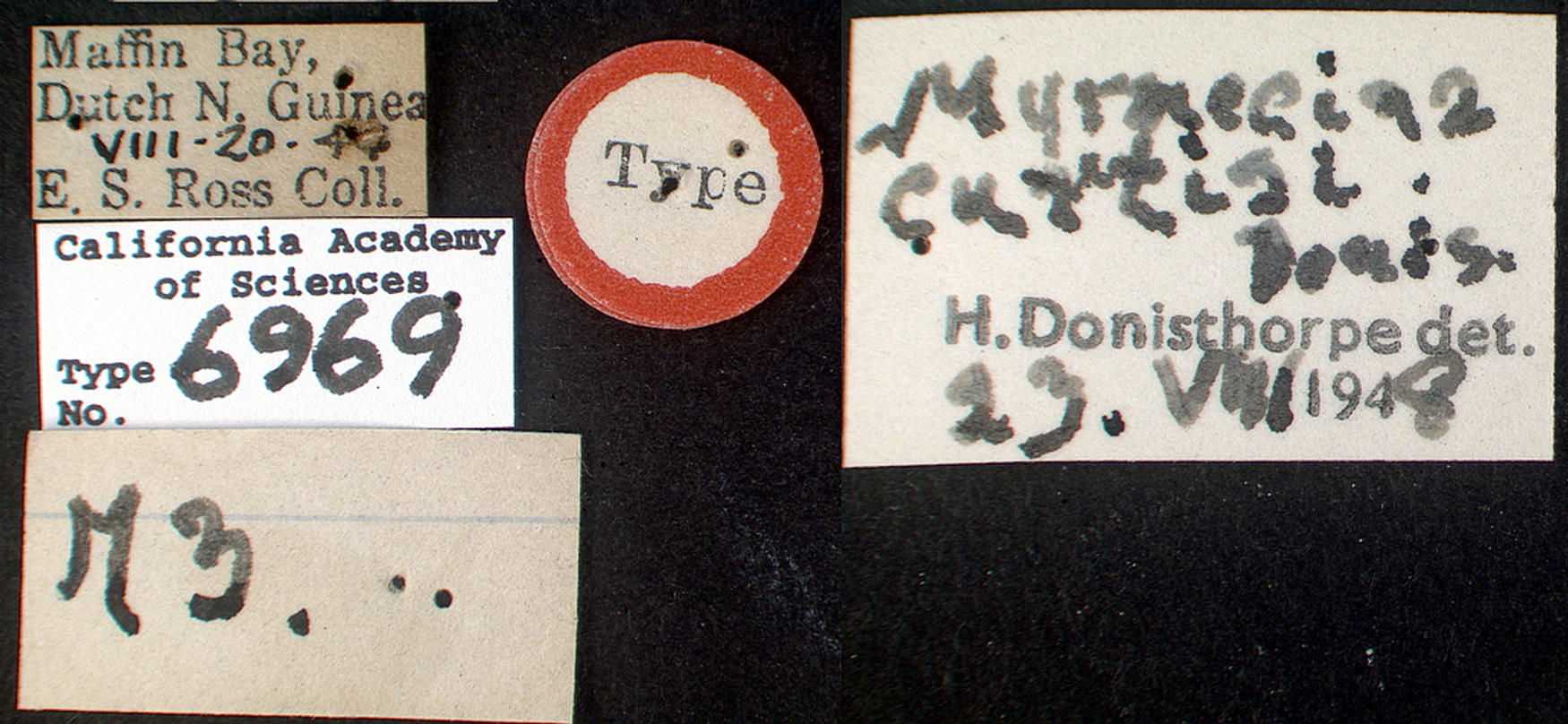
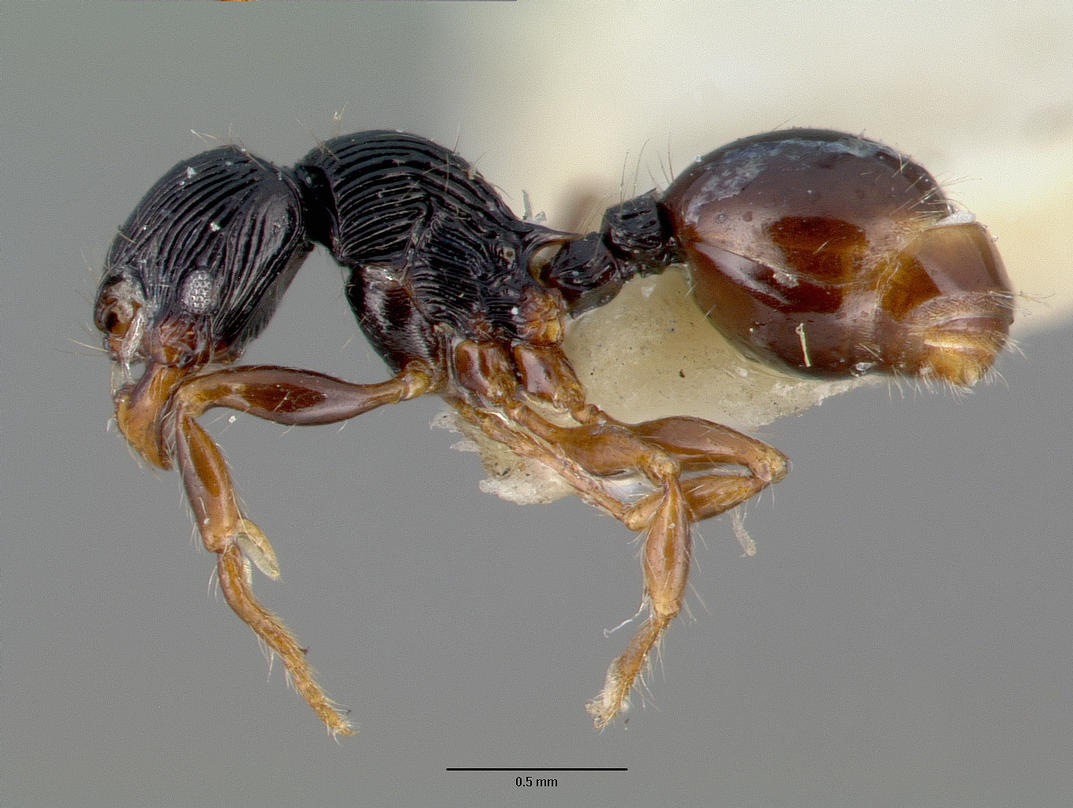